# シスター・エマニュエル
シスター・エマニュエル（Sœur Emmanuelle 本名：マドレーヌ・サンカン、1908年11月16日-2008年10月20日）はカトリック教会の修道女、社会活動家。

## 生涯
エマニュエルはマドレーヌ・サンカン（Madeleine Cinquin）としてブリュッセルで、ベルギー人の父とイギリス人の母との間に生まれた。1914年、6歳のころ、父がオスタンドの海岸で遭難死し、喪失感を味わった。その後、第1次世界大戦の勃発で一家はイギリスに疎開した。同年12月、教会で飼い葉桶のイエス像を見て、「パパみたいに大好き」とささやいたという。
12歳になったマドレーヌは幼少のころの思い出を忘れず、また世俗に留まれば誘惑にあう恐れがあると分析し修道女になる決心をする。娘の強情な性格を知っていた母は2週間過ぎれば戻るだろうと予想し承諾した。マドレーヌはシオンのノートルダム修道女会に入会し、修道女として誓願した。修道名を「エマニュエル」とし、教師としてイスタンブール、チュニジア、アレクサンドリアの学校に赴任し哲学を教えた。エマニュエルは貧困層への奉仕を希望したが当時、教会法では修道女の院外活動が許されていなかったため彼女は40年間、教師としての活動を余儀なくされた。
1971年、定年を迎え週末には修道院に戻る条件付でカイロのスラム街での生活を許可された。彼女は不衛生な環境でごみ収集に従事するスラム住民に奉仕した。住民は当初、エマニュエルをスパイと勘違いし警戒したが徐々に心を開き彼女とともに働くことになる。エマニュエルはスラムの環境改善のために学校、工場、運動場、住宅を建設し、ヨーロッパやアメリカを回り寄付金活動に奔走した。
1993年、修道会本部に召還された。彼女は落胆したがヨーロッパ社会における精神的貧困の現実を知り、南フランスで祈りの生活を送ることになる。その後、エマニュエルは執筆活動に取り組み、マスメディアに登場したりした。
2008年、帰天（死去）。